# 徳島市立勤労青少年ホーム
徳島市立 勤労青少年ホーム（とくしましりつきんろうせいしょうねんホーム）は、徳島県徳島市にあったスポーツ・文化教養施設。愛称は「ジュネス徳島」。2007年3月31日に閉館。

## 概要
働く青少年のために設立された施設で、市内在住・在勤の青少年（15歳 - 40歳）を利用対象としており、文化教養講座やスポーツ講座を設け、クラブ活動やバザーツアー等が行われていた。2007年閉館後は、一部講座は徳島市生涯福祉センター（ふれあい健康館）に引き継がれた他、テニス部とバレー部は独立して存続した。閉館前は徳島市立木工会館と隣接していた。

## 基礎データ

### 所在地等
- 〒770-0868 徳島県徳島市福島1丁目8-19

### 利用時間
- 13:00 - 21:00
- 休館日：日曜日、祝日、年末年始

## 講座一覧

### 文化教養講座
- 硬筆
- 英会話
- 生花
- 茶道
- 家庭料理
- 洋裁

### スポーツ講座
- エアロビクス
- ジャズダンス

## クラブ活動
- バドミントン
- 硬式テニス
- 空手
- トールペイント
- 押し花

## 交通
- 徳島市営バス（沖洲マリンターミナル行）「福島小学校前」停留所から南へ徒歩約5分。